# کلیموفکا (باشقیرستان)
کلیموفکا (انگلیسی: Klimovka, Republic of Bashkortostan) یک شهرک در شهرستان ملئوزوفسکی استان باشقیرستان کشور روسیه است.